# David Vaněček (cầu thủ bóng đá, sinh năm 1991)
David Vaněček (sinh ngày 9 tháng 3 năm 1991) là một cầu thủ bóng đá chuyên nghiệp người Séc hiện đang chơi cho Puskás Akadémia FC. Anh đã thi đấu quốc gia ở các cấp độ U-16, U-18 và U-19.

## Sự nghiệp
Anh đã thi đấu dưới dạng cho mượn tại sáu câu lạc bộ trong khoảng thời gian ba năm từ 2010 đến 2013. Vaněček đã ký hợp đồng vĩnh viễn với Hradec Králové vào tháng 2 năm 2014, cho đến khi kết thúc mùa giải 2015-16. Anh là anh em họ của một David Vaněček khác; họ đã thi đấu cùng nhau tại Sokolov.
Vaněček gia nhập đội bóng của giải Ngoại hạng Scotland Heart of Midlothian vào tháng 1 năm 2019, ký một thỏa thuận trước hợp đồng vào tháng 7 năm 2018. Trong lần xuất hiện thứ hai cho câu lạc bộ, anh bị huấn luyện viên Craig Levein mô tả là "rác rưởi" và thay ra sau 34 phút. Sau đó Levein nói rằng Vaněček đã xin lỗi anh ta vì lý do thiếu thể lực. Vanacek đã bị kết thúc hợp đồng vào mùa hè tiếp theo sau khi rời khỏi Hearts do đồng thuận đôi bên, và hai ngày sau đó ký hợp đồng với đội bóng tại Nemzeti Bajnokság I Puskás Akadémia .